# Albatros D.I
L'Albatros D.1 va ser un caça alemany utilitzat durant la Primera Guerra Mundial. Va ser pilotat per asos de l'aviació coneguts com a Oswald Boelcke i Manfred von Richtofen.

## Dissenyi desenvolupament
Va ser dissenyat per Robert Thelen, R. Schubert i Gnädig, com a resposta als últims caces aliats com el Nieuport 11 Bébé i l'Airco D.H.2, que eren superiors al Fokker Eindecker i altres caces alemanys. 50 unitats van ser encarregades el juliol de 1916 i es va introduir al servei aquell novembre.

## Operadors
Imperi Alemany
- Luftstreitkräfte

## Especificacions
Característiques generals
- Tripulació: 1 pilot
- Longitud: 7,4 m
- Envergadura: 8,5 m
- Alçada: 2,95 m
- Superfície de l'ala 22,9 m²
- Pes buit: 645 kg
- Pes carregat: 898 kg
- Motors: 1×  Benz Bz.III 112 kW o Mercedes D.III 119 kW,

 Rendiment 
- Velocitat màxima: 175 km/h
- Sostre de servei: 5.200 m
- Ràtio d'ascens: 2,8 m/s
- Autonomia: 1h 30 min

Armament

- Metralladores: 2 × metralladores LMG 08/15 de 7,92 mm